# 페데리코 펠리니
페데리코 펠리니(이탈리아어: Federico Fellini, Cavaliere di Gran Croce OMRI, 1920년 1월 20일 ~ 1993년 10월 31일)는 이탈리아의 영화 감독이다. 20세기 가장 영향력 있는 영화감독 중 하나로 꼽히며 널리 추앙받고 있다. 아카데미상을 5회 수상하였으며, 외국어영화상 부문의 역대 최다 수상 기록을 보유하고 있다.
인물화가, 극단 전속 작가, 라디오 드라마 작가를 거쳐 로베르토 로셀리니의 《무방비도시》의 각본에 참가, 1950년 알베르토 라투아다와 공동으로 《기석의 각광》을 제작 겸 감독하면서 영화 감독을 시작하였다. 《청춘군상》, 《길》, 《벼랑》, 《카비리아의 밤》, 《달콤한 인생》, 《8과 1/2》, 《혼의 줄리에타》 등이 대표작이다.
펠리니는 1993년 8월 심장마비로 쓰러진 뒤, 10월 31일 로마의 움베르토 병원에서 사망했다.

## 작품 목록
| 연도 | 제목                 | 원제                            |
| ---- | -------------------- | ------------------------------- |
| 1951 | 청춘군상             | Luci del varietà                |
| 1952 | 백인 추장            | Lo sceicco bianco               |
| 1953 | 비텔로니             | I Vitelloni                     |
| 1953 | 도시의 사랑          | L'amore in città                |
| 1954 | 길                   | La strada                       |
| 1955 | 사기꾼들             | Il bidone                       |
| 1957 | 카비리아의 밤        | Le notti di Cabiria             |
| 1960 | 달콤한 인생          | La Dolce Vita                   |
| 1962 | 보카치오 70          | Boccaccio '70                   |
| 1963 | 8과 1/2              | 8½                              |
| 1965 | 영혼의 줄리에타      | Giulietta degli spiriti         |
| 1968 | 죽음의 영혼          | Tre passi nel delirio           |
| 1969 | 감독의 공책          | Bloc-notes di un regista        |
| 1969 | 사티리콘             | Satyricon                       |
| 1970 | 광대들               | I clowns                        |
| 1972 | 로마                 | Roma                            |
| 1973 | 아마코드             | Amarcord                        |
| 1976 | 카사노바             | Il Casanova di Federico Fellini |
| 1978 | 오케스트라 리허설    | Prova d'orchestra               |
| 1980 | 여성의 도시          | La città delle donne            |
| 1983 | 그리고 배는 항해한다 | E la nave va                    |
| 1986 | 진저와 프레드        | Ginger e Fred                   |
| 1987 | 인터뷰               | Intervista                      |
| 1990 | 달의 목소리          | La voce della luna              |

## 서훈
- 1964년 이탈리아 공화국 공로 훈장 2등급(Grande Ufficiale OMRI)
- 1987년 이탈리아 공화국 공로 훈장 1등급(Cavaliere di Gran Croce OMRI)

## 같이 보기
- 예술 영화